# Bassie en de reis van Zwarte Piet
Bassie en de reis van Zwarte Piet is een Nederlandse televisieserie uit 2005. De afleveringen draaien om Clown Bassie, van het duo Bassie en Adriaan. 

## Achtergrond
Bas van Toor werd door zijn vrouw gestimuleerd om soloproducties te maken door hem erop te wijzen dat Clint Eastwood, zelfs na zijn zeventigste, nog volop actief was in de filmwereld. Deze inspiratie bracht Van Toor ertoe om zijn eigen project te ontwikkelen.
Binnen twee weken schreef hij het volledige script voor de serie. Op 7 juli 2005 gingen de opnames van start en duurden zeventien dagen. Vlaardingen  en de Bataviawerf dienden als de belangrijkste filmlocaties.
Paul van Gorcum, vooral bekend als De Baron uit de Bassie en Adriaan televisieseries, werd gecast voor de rol van Sinterklaas. Ook Evert van den Bos, die eerder een gastrol speelde in de aflevering Een vergissing is menselijk, maakte opnieuw zijn opwachting.
Hoewel Aad van Toor  zelf niet voor de camera verscheen, nam zijn bedrijf zowel het camerawerk als de montage voor zijn rekening.
De serie ging op 15  november 2005 in première op Nickelodeon en werd tegelijkertijd op dvd uitgebracht.

## Het Verhaal
Als Bassie midden in de zomer met de vrienden van zijn nieuwe theatershow 'Bassie en z'n vriendjes' gezellig op een terrasje wat zitten te drinken, verschijnt er opeens een Zwarte Piet in een roeibootje. Natuurlijk wil Bassie daar het fijne van weten en nodigt die Zwarte Piet uit om wat te komen drinken bij hen. Zwarte Piet vertelt wat hij komt doen in Nederland en wat zijn functie is; maar Bassie wil nog véél meer weten en door die verhalen van Zwarte Piet beleeft hij een heleboel avonturen aan de binnenkant van zijn ogen. Zo wordt hij pepernotencontroleur in een pepernotenfabriek, matroos op het schip van Sinterklaas, een gemene piraat en komt hij in het speelgoedmagazijn van Sinterklaas.

## Personages
- Clown Bassie - Bas van Toor
- Kapitein piratenschip - Bas van Toor
- Evert - Evert van den Bos
- Peter - Peter Grooney
- Sinterklaas - Paul van Gorcum
- Zwarte Piet - Gerard Haisma

## Afleveringen
- 1. Vreemd bezoek
- 2. Uitleg van Zwarte Piet
- 3. Zwarte Piet ging uit fietsen
- 4. Bassie als pepernotencontroleur
- 5. Een kopje koffie
- 6. Piet wat zie je wit vandaag
- 7. De Spaanse les
- 8. Grote wensen voor kleine mensen
- 9. Pakjes, pakjes, pakjes
- 10. De overval
- 11. Wij zijn piraten
- 12. Bassie als dirigent
- 13. Afscheid van Zwarte piet

## Liedjes

### Gezongen
- Alles is voor Bassie (intro) (Nieuwe versie; Versie 3)
- Zwarte Piet ging uit fietsen
- De Spaanse Les
- Wensen van kleine mensen
- Het Pakjeslied
- Piet, Piet, Piet; Wat zie je wit vandaag!
- Het Piratenlied
- Hiep Hiep Hoera!
- Sinterklaasliedjes

### Mondharmonica
- Smile

## Trivia
- In deze serie komt een droom voor met piraten. In het script van Bassie & Adriaan: De Huilende Professor zat oorspronkelijk ook een droom met piraten. Deze is echter door tijdgebrek destijds niet verfilmd.
- In 1980 werd door Bassie en Adriaan het hoorspel Sint Nicolaas op bezoek bij Circus Bassie & Adriaan gemaakt. De rol van Sinterklaas werd hier ook door Paul van Gorcum vertolkt.